# Anthony Njokuani
Anthony Obinnia Njokuani (Lagos, 1 de março de 1980) é um lutador nigeriano de artes marciais mistas, atualmente compete no Peso Leve.

## Carreira no MMA

### World Extreme Cagefighting
Njokuani fez sua estréia no WEC 38, perdendo para Benson Henderson por finalização no segundo round.
Ele depois derrotou o veterano do IFL Bart Palaszewski no WEC 40 e Muhsin Corbbrey no WEC 43, ambos por nocaute técnico no segundo round.
Njokuani enfrentou o veterano do IFL Chris Horodecki, que faria estréia no WEC em 19 de Dezembro de 2009 no WEC 45. Njokuani venceu por nocaute técnico no primeiro round, ganhando o prêmio de Nocaute da Noite.
Njokuani enfrentou Shane Roller no WEC 48 em 24 de Abril de 2010. Ele perdeu a luta por finalização no primeiro round.
Ele foi derrotado pelo estreante Maciej Jewtuszko por nocaute técnico no primeiro round no WEC 50.
Njokuani derrotou o estreante do WEC Edward Faaloloto por nocaute técnico no segundo round em 11 de Novembro de 2010 no WEC 52.

### Ultimate Fighting Championship
Em Outubro de 2010, World Extreme Cagefighting fundiu-se com o Ultimate Fighting Championship. Como parte da fusão, todos os lutadores do WEC foram transferidos para o UFC.
Em sua estréia no UFC, Njokuani enfrentou o prospecto Edson Barboza em 19 de Março de 2011 no UFC 128. Ele perdeu por decisão unânime, a performance de ambos lutadores lhes rendeu o prêmio de Luta da Noite.
Njokuani enfrentou Andre Winner em 2 de Julho de 2011 no UFC 132, vencendo por decisão unânime. O comentarista do UFC, Joe Rogan, disse que essa foi a melhor performance da carreira de Njokuani. Com a performance, Njokuani tornou-se o secto lutador à lançar 100 golpes significantes na mesma luta.
Njokuani era esperado para enfrentar Paul Taylor em 5 de Novembro de 2011 no UFC 138. Porém, dias antes do evento, Taylor se retirou da luta com uma lesão. Sem tempo para arrumar outro adversário, Njokuani foi tirado do card.
Njokuani era esperado para enfrentar Ramsey Nijem em 30 de Dezembro de 2011 no UFC 141. Porém, Nijem foi forçado a se retiar da luta com uma lesão e foi substituído por Danny Castillo. Ele perdeu por decisão dividida.
Njokuani derrotou John Makdessi em 21 de Abril de 2012 no UFC 145 por decisão unânime.
Njokuani era esperado para enfrentar Paul Taylor em 11 de Julho de 2012 no UFC on Fuel TV: Muñoz vs. Weidman. Porém, Taylor foi forçado a se retirar da luta com outra lesão e foi substituído por Rafael dos Anjos. Njokuani perdeu por decisão unânime, e ficou parado por seis meses para se recuperar da sua mão quebrada durante a luta.
Njokuani enfrentou Roger Bowling em 20 de Abril de 2013 no UFC on Fox: Henderson vs. Melendez. E venceu por nocaute técnico.
Njokuani era esperado para enfrentar Paul Taylor em 26 de Outubro de 2013 no UFC Fight Night: Bisping vs. Muñoz. Porém, Taylor se lesionou e foi substituído por Al Iaquinta.
Njokuani foi derrotado duas vezes seguida para Vinc Pichel em 24 de Maio de 2014 no UFC 173 e para Daron Cruickshank em 4 de Outubro de 2014 no UFC Fight Night: MacDonald vs. Saffiedine por decisão unânime. Após essas derrotas seguidas, ele foi demitido da organização.

### Legacy FC
Njokuani fez sua primeira luta após ser demitido pelo UFC em 13 de Fevereiro de 2015 no Legacy FC 38 contra Dave Burrow. Ele foi derrotado por finalização no terceiro round.
Ele enfrentou Josh Quayhagen em 26 de Junho de 2015 no Legacy FC 42, e novamente foi derrotado, dessa vez por decisão divida.

### Final Fight Campionship
Njokuani fez sua estréia no evento contra o brasileiro e também ex-UFC Leonardo Mafra no FFC 25: Mitchell vs. Lopez em 10 de Junho de 2016. Ele perdeu o combate por decisão unânime.

## Cartel no MMA
| Cartel no MMA   |             |             |
| 29 lutas        | 16 vitórias | 12 derrotas |
| Por nocaute     | 9           | 1           |
| Por finalização | 0           | 4           |
| Por decisão     | 7           | 7           |
| No contest      | 1           | 1           |

| Res.    | Cartel    | Oponente             | Método                                    | Evento                                    | Data       | Round | Tempo | Local                        | Notas                                         |
| ------- | --------- | -------------------- | ----------------------------------------- | ----------------------------------------- | ---------- | ----- | ----- | ---------------------------- | --------------------------------------------- |
| Vitória | 16-12 (1) | Leonardo Mafra       | Decisão (unânime)                         | FFC 25: Mitchell vs. Lopez                | 10/06/2016 | 3     | 5:00  | Springfield                  | Estréia no FFC.                               |
| Derrota | 16-11 (1) | Josh Quayhagen       | Decisão (dividida)                        | Legacy FC 42                              | 26/06/2015 | 3     | 5:00  | Lake Charles, Louisiana      |                                               |
| Derrota | 16-10 (1) | Dave Burrow          | Finalização (chave de braço)              | Legacy FC 38                              | 13/02/2015 | 3     | 1:28  | Allen, Texas                 |                                               |
| Derrota | 16-9 (1)  | Daron Cruickshank    | Decisão (unânime)                         | UFC Fight Night: MacDonald vs. Saffiedine | 04/10/2014 | 3     | 5:00  | Halifax, Nova Scotia         |                                               |
| Derrota | 16-8 (1)  | Vinc Pichel          | Decisão (unânime)                         | UFC 173: Barão vs. Dillashaw              | 24/05/2014 | 3     | 5:00  | Las Vegas, Nevada            |                                               |
| Vitória | 16-7 (1)  | Roger Bowling        | Nocaute Técnico (soco)                    | UFC on Fox: Henderson vs. Melendez        | 20/04/2013 | 2     | 2:52  | San Jose, California         |                                               |
| Derrota | 15-7 (1)  | Rafael dos Anjos     | Decisão (unânime)                         | UFC on Fuel TV: Muñoz vs. Weidman         | 11/07/2012 | 3     | 5:00  | San Jose, California         |                                               |
| Vitória | 15-6 (1)  | John Makdessi        | Decisão (unânime)                         | UFC 145: Jones vs. Evans                  | 21/04/2012 | 3     | 5:00  | Atlanta, Georgia             | 158lbs peso casado; Makdessi não bateu o peso |
| Derrota | 14-6 (1)  | Danny Castillo       | Decisão (dividida)                        | UFC 141: Lesnar vs. Overemm               | 30/12/2011 | 3     | 5:00  | Las Vegas, Nevada            |                                               |
| Derrota | 14-5 (1)  | Andre Winner         | Decisão (unânime)                         | UFC 132: Cruz vs. Faber                   | 02/07/2011 | 3     | 5:00  | Las Vegas, Nevada            |                                               |
| Derrota | 13-5 (1)  | Edson Barboza        | Decision (unanimous)                      | UFC 128: Shogun vs. Jones                 | 19/03/2011 | 3     | 5:00  | Newark, New Jersey           | Luta da Noite                                 |
| Vitória | 13-4 (1)  | Edward Faaloloto     | Nocaute Técnico (cotovelada)              | WEC 52: Faber vs. Mizugaki                | 11/11/2010 | 2     | 4:54  | Las Vegas, Nevada            |                                               |
| Derrota | 12-4 (1)  | Maciej Jewtuszko     | Nocaute Técnico (socos)                   | WEC 50: Cruz vs. Benavidez                | 18/08/2010 | 1     | 1:36  | Las Vegas, Nevada            |                                               |
| Derrota | 12-3 (1)  | Shane Roller         | Finalização (mata-leão)                   | WEC 48: Aldo vs. Faber                    | 24/04/2010 | 1     | 3:21  | Sacramento, California       |                                               |
| Vitória | 12-2 (1)  | Chris Horodecki      | Nocaute Técnico (chute na cabeça e socos) | WEC 45: Cerrone vs. Ratcliff              | 19/12/2009 | 1     | 3:33  | Las Vegas, Nevada            | Nocaute da Noite                              |
| Vitória | 11-2 (1)  | Muhsin Corbbrey      | Nocaute Técnico (socos)                   | WEC 43: Cerrone vs. Henderson             | 10/10/2009 | 2     | 1:42  | San Antonio, Texas           | Nocaute da Noite                              |
| Vitória | 10-2 (1)  | Bart Palaszewski     | Nocaute Técnico (socos)                   | WEC 40: Torres vs. Mizugaki               | 05/04/2009 | 2     | 0:27  | Chicago, Illinois            | Nocaute da Noite                              |
| Derrota | 9-2 (1)   | Benson Henderson     | Finalização (guilhotina)                  | WEC 38: Varner vs. Cerrone                | 25/01/2009 | 2     | 0:42  | San Diego, California        |                                               |
| Vitória | 9-1 (1)   | Aaron Williams       | Nocaute Técnico (joelhadas)               | SWC 1: Inception                          | 19/09/2008 | 1     | 2:28  | Garland, Texas               |                                               |
| Vitória | 8-1 (1)   | Keyon Mike Jackson   | Nocaute (joelhada)                        | Art of War 3                              | 01/09/2007 | 1     | 2:14  | Dallas, Texas                |                                               |
| Derrota | 7-1 (1)   | Donald Cerrone       | Finalização (triângulo)                   | ROF 29: Aftershock                        | 28/04/2007 | 1     | 4:30  | Broomfield, Colorado         |                                               |
| Vitória | 7-0 (1)   | Kenneth Rosfort-Nees | Nocaute (soco)                            | Art of War 1                              | 09/03/2007 | 1     | 2:12  | Dallas, Texas                |                                               |
| Vitória | 6-0 (1)   | Jason Palacios       | Decisão (unânime)                         | Lonestar Beatdown                         | 10/11/2006 | 3     | N/A   | College Station, Texas       |                                               |
| Vitória | 5-0 (1)   | Steven Bratland      | Decisão (unânime)                         | UTS 6                                     | 26/06/2006 | 3     | 5:00  | Frisco, Texas,               |                                               |
| Vitória | 4-0 (1)   | Ira Boyd             | Decisão (unânime)                         | UTS 5                                     | 29/04/2006 | 3     | 5:00  | Texas                        |                                               |
| Vitória | 3-0 (1)   | Devon Miller         | Nocaute (socos)                           | UTS 4                                     | 25/02/2006 | 2     | 0:55  | Texas                        |                                               |
| Vitória | 2-0 (1)   | Ben Dauck            | Decisão (unânime)                         | Inferno Promotions: Meltdown              | 22/07/2005 | 3     | 5:00  | Plano, Texas                 |                                               |
| NC      | 1-0 (1)   | James Martinez       | Sem Resultado (interrupção prematura)     | Venom - First Strike                      | 18/09/2004 | 1     | 2:47  | Huntington Beach, California |                                               |
| Vitória | 1-0       | Lee King             | Decisão (unânime)                         | REF: Austin Fights                        | 03/05/2003 | 3     | 5:00  | Austin, Texas                |                                               |